# Grammatotria lemairii
Grammatotria lemairii är en fiskart som beskrevs av Boulenger, 1899. Grammatotria lemairii ingår i släktet Grammatotria och familjen Cichlidae. IUCN kategoriserar arten globalt som livskraftig. Inga underarter finns listade i Catalogue of Life.